# Rostroraja alba
Rostroraja alba е вид хрущялна риба от семейство Морски лисици (Rajidae), единствен представител на род Rostroraja. Видът е застрашен от изчезване.

## Разпространение
Разпространен е в Албания, Алжир, Ангола, Бенин, Великобритания (Северна Ирландия), Габон, Гамбия, Гана, Гвинея, Гвинея-Бисау, Гърция, Екваториална Гвинея, Западна Сахара, Испания, Италия, Кабо Верде, Камерун, Република Конго, Кот д'Ивоар, Либерия, Мавритания, Мароко, Намибия, Нигерия, Португалия, Сао Томе и Принсипи, Сенегал, Сиера Леоне, Словения, Того, Франция, Хърватия, Черна гора и Южна Африка.